# デュプレクス級装甲巡洋艦
| デュプレクス級装甲巡洋艦 | デュプレクス級装甲巡洋艦 |
| ------------------------ | --- |
| 写真はクレベ             | |
| 艦級概観                 | |
| 艦種                     | 装甲巡洋艦 |
| 艦名                     | |
| 前級                     | ゲイドン級 |
| 次級                     | アミラル・オーブ級 |
| 性能諸元                 | |
| 排水量                   | 基準：7,432トン(ドゥゼ：7,547トン、クレベ：7,602トン) |
| 全長                     | 130.0m -m(水線長) |
| 全幅                     | 17.83m |
| 吃水                     | 7.42m |
| 機関                     | ベルヴィール式石炭・重油混焼水管缶24基 (ドゥゼ：ニクローズ式石炭・重油混焼水管缶20基) +直立型三段膨張式レシプロ機関3基3軸                                             |
| 最大出力                 | 17.500hp |
| 最大速力                 | 20.7～21.0ノット |
| 航続距離                 | 10ノット/6,450海里(石炭：1,180トン、重油：不明) |
| 乗員                     | 531名 |
| 兵装                     | Model 1893-96 16.3cm(45口径)連装速射砲4基 Model 1893 10cm(45口径)単装速射砲4基 オチキスModel 1885 47mm機関砲16基 オチキス 37mm単装機関砲6基 45cm水上魚雷発射管単装2基 |
| 装甲                     | 舷側：38～100mm（水線面主装甲） 甲板：71mm 主砲防盾：119～160mm 司令塔：81mm                                                                                          |

デュプレクス級装甲巡洋艦 (Armored Croiseur class Dupleix) は、フランス海軍の装甲巡洋艦の艦級。植民地警備を主任務とする遠洋装甲巡洋艦として1897年計画で3隻が設計されたクラスである。設計者はルイ＝エミール・ベルタン。また、仏装甲巡洋艦として初めて主砲塔に連装砲形式を採用し、全主砲を砲塔に収めた初のクラスであり、水線部装甲100mmを艦首から艦尾19m手前までの広い範囲に張っているなど防御能力も高い。

## 艦形

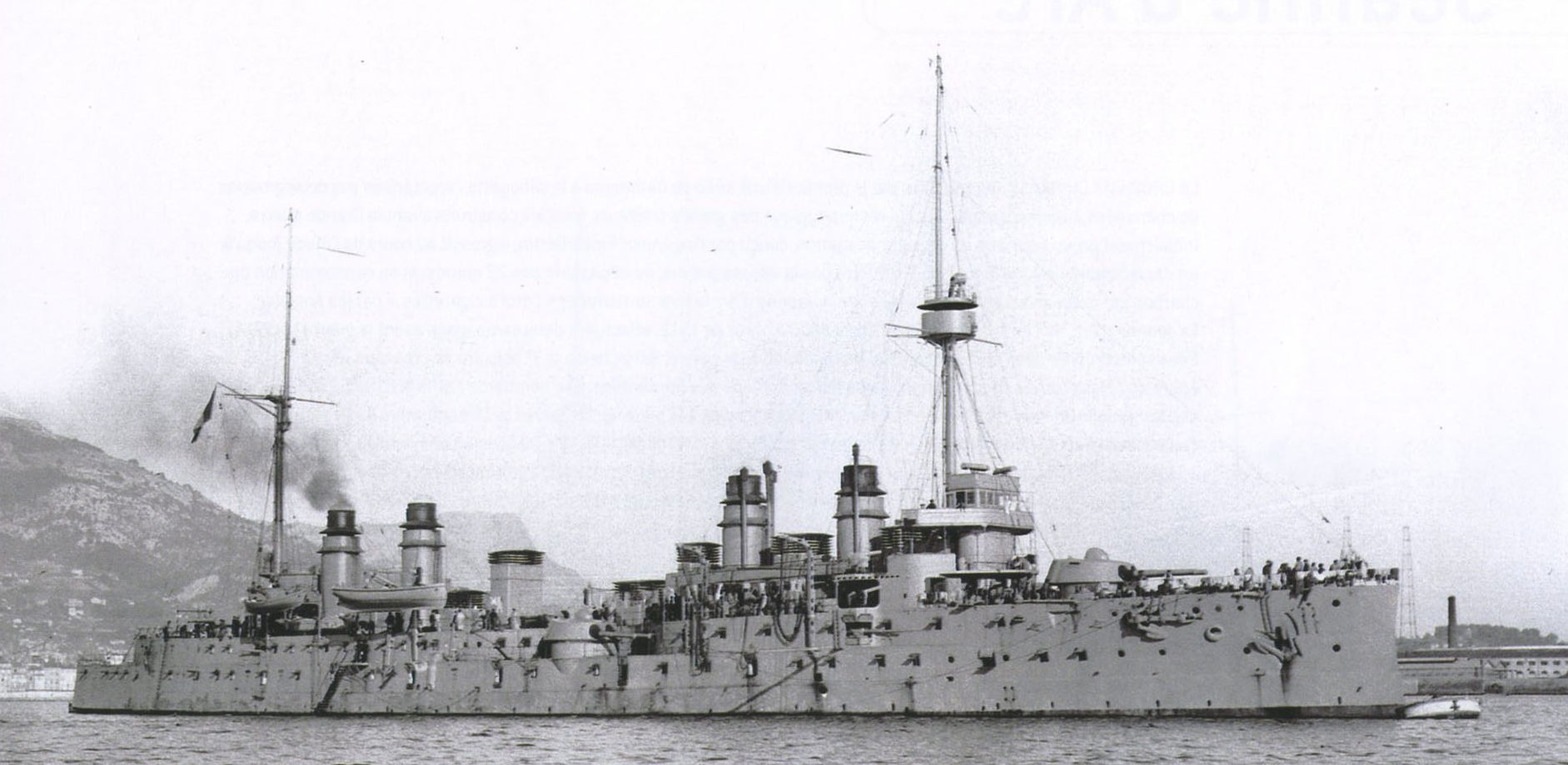
写真は第一次大戦時のデュプレクス。灰色の戦時塗装が施されている。

船体形状は前型と同じく高い乾舷を持つ長船首楼型船体で外洋での凌波性は良好であった。艦首から16.3cm連装砲塔1基を配置、艦橋構造は箱型とし、その上に一段の見張り所を持つ単棒檣が立つ。
艦橋の背後に4本の煙突が立っているが、ボイラー室を前後に振り分けた缶室分離配置を採っているために煙突は2番煙突と3番煙突の間は広く取られており、間に四角形の通風筒が立っている。2番主砲塔背後の舷側に16.3cm連装砲塔が片舷1基ずつ計2基配置されている。
煙突の周囲は艦載艇置き場となっており、舷側に艦載艇用のボート・ダビットが片舷4基計8基が配置されている。4番煙突から後ろは簡便な単脚檣、後ろ向きに16.3cm連装砲塔1基が載る。艦尾甲板は途中で一段下がった階段形となっていた。
10cm副砲は艦橋の左右1基ずつ計2基と4番煙突の左右舷側に1基ずつ計2基ずつが配置された。

## 同型艦
- デュプレクス
- ドゥゼ
- クレベ

## 参考図書
- 「世界の艦船増刊第50集　フランス巡洋艦史」(海人社)